# Oyens
Oyens é uma cidade localizada no estado americano de Iowa, no Condado de Plymouth.

## Demografia
Segundo o censo americano de 2000, a sua população era de 132 habitantes.
Em 2006, foi estimada uma população de 123, um decréscimo de 9 (-6.8%).

## Geografia
De acordo com o United States Census Bureau tem uma área de
0,2 km², dos quais 0,2 km² cobertos por terra e 0,0 km² cobertos por água. Oyens localiza-se a aproximadamente 391 m acima do nível do mar.

## Localidades na vizinhança
O diagrama seguinte representa as localidades num raio de 20 km ao redor de Oyens.